# Hojōjutsu

Patrón tradicional de hojojutsu

Hojōjutsu (捕縄術) o nawajutsu, (縄術) es el arte marcial tradicional de Japón en el cual se ataba a un oponente, un prisionero de guerra, o un detenido usando una cuerda. El Nawa (cuerda) es parte del llamado Torimono Dougu o técnicas de arresto y detención. 
Realizada con diferentes materiales, técnicas y métodos en los diferentes estilos, épocas y regiones, tanto si es parte del currículo de diferentes bugei o parte del estudio avanzado del jujutsu representa una parte fundamental de la historia de las artes marciales japonesas. 

## Historia
Los comienzos del Hojojutsu son variados y oscuros. La cultura japonesa es históricamente compleja y presenta variadas tradiciones que van desde las ofrendas votivas de los Shinto al transporte y empaque de alimentos o ropa tradicional japonesa. 
Fue ampliamente usada en el período Edo como herramienta de las fuerzas de la ley bajo el Shogunato Tokugawa.

## Técnicas y métodos
En general se puede dividir el Hojojutsu en dos grandes categorías. En la primera la captura y detención de prisioneros es con una cuerda fina (usualmente 3-4 milímetros) llamada hayanawa o “cuerda rápida”, o muchas veces con el mismo sageo (下緒 (さげお)) llevado por los samurái con la vaina de la espada para fijarla al obi (帯). Para las fuerzas policiales esta cuerda llevada por los agentes en un pequeño paquete del que sale un extremo de la cuerda llamado torinawa ("cuerda de captura") que permite rápidamente detener e inmovilizar al prisionero.
La segunda categoría requiere varias “honnawa” parecidas al torinawa pero de diferentes longitudes, para retener prisioneros peligrosos o transportarlos a su ejecución.
Las Honnawa se pueden aplicar a grupos de personas generalmente de a cuatro.
En ambas formas las cuerdas hojojutsu requieren entender la anatomía humana y las posibilidades de cada articulación.

## El arte en los tiempos modernos
El Hojojutsu ha sobrevivido en la actualidad, tanto en Japón como en el resto del mundo. Aun se estudia como parte del currículo de la policía japonesa moderna y de otros países.
A pesar de que las técnicas Honnawa han sido suplantadas por el uso de esposas metálicas, muchos maestros de artes marciales en Japón continúan enseñando el arte. En particular el Soke de la Masaki-ryu Bujutsu, Nawa Yumio, ha escrito varios libros sobre el tema y Mizukoshi Hiro en épocas recientes a reeditado el libro Torinawajutsu que ofrece desde una perspectiva histórica hasta instrucción práctica. Aunque agotado hace años el monumental trabajo de Fujita Seiko llamado Zukai Torinawajutsu puede considerarse la biblia del arte.
Desafortunadamente no hay traducciones de estas obras al español.

## El Kinbaku o Shibari
El Shibari es el arte de atar empleando cuerdas con el fin de provocar una reacción sensual. Difiere del tradicional Hojojutsu en que no busca necesariamente inmovilizar, aunque limita la movilidad y presta especial atención a no provocar daños permanentes. 
Generalmente se practica con cuerdas de 7-8 metros de largo. Usualmente el material de la cuerda es fibra natural (cáñamo o yute), aunque algunas veces emplean también cuerdas de algodón o nylon.